# Cotton Club (película)
Cotton Club es una película estadounidense de 1984, basada en personajes reales y dirigida por Francis Ford Coppola. Protagonizada por Richard Gere, Gregory Hines, Diane Lane, Bob Hoskins, Nicolas Cage, James Remar y Laurence Fishburne en los papeles principales. Debido a su gran coste fue un fracaso de taquilla.

## Argumento
En 1928, la ley seca provocó una ola de violencia en Estados Unidos.
En Nueva York, el gánster Owney Madden es propietario del bar Cotton Club, un club de jazz donde los artistas son negros y los clientes blancos; éste lo dirige junto a su mano derecha Frenchy.
Allí, el crimen organizado, los políticos y las vedettes disfrutan de los placeres prohibidos.
Dixie Dwyer, un trompetista blanco se enamora de la novia de Dutch Schultz, un jefe mafioso.

## Reparto
- Richard Gere: Dixie Dwyer
- Gregory Hines: Sandman Williams
- Diane Lane: Vera Cicero
- Lonette McKee: Lila Rose Oliver
- Bob Hoskins: Owney Madden
- James Remar: Dutch Schultz
- Nicolas Cage: Vincent Dwyer
- Allen Garfield: Abbadabba Berman
- Fred Gwynne: Frenchy Demange
- Gwen Verdon: Tish Dwyer
- Lisa Jane Persky: Frances Flegenheimer
- Maurice Hines: Clay Williams
- Julian Beck: Sol Weinstein
- Novella Nelson: Madame St. Clair
- Laurence Fishburne: Bumpy Rhodes
- Tom Waits: Irving Starck
- Robert Earl Jones: Joe

## Premios
- Premio BAFTA 1986: al mejor vestuario (Milena Canonero)

## Nominaciones
- 2 nominaciones al premio Oscar 1985: a la mejor dirección de arte y al mejor montaje.
- 1 nominación a Premio BAFTA 1986: al mejor sonido.
- 2 nominaciones al premio Globo de Oro 1985: al mejor director y a la mejor película.
- 1 nominación al premio Motion Picture Sound Editors 1985: al mejor montaje de sonido y a los mejores efectos.
- 1 nominación al Premio Japanese Academy 1985: a la mejor película extranjera.
- 1 nominación al premio Golden Raspberry 1985: a Diane Lane.